# Laundry (神山羊の曲)
「Laundry」(ランドリー)は、神山羊の楽曲。1作目のデジタル配信限定シングルとして2020年9月23日に各音楽配信サービスにてリリースされた。

## 概要
- 前作のCDシングル『群青』から半年ぶりの配信リリースとなった[3][4][5][6][7][8][9][10]。

## 収録内容
| #         | タイトル    | 作詞・作曲・編曲 | 時間 |
| --------- | ----------- | ---------------- | ---- |
| 1.        | 「Laundry」 | 神山羊           | 4:18 |
| 合計時間: | 合計時間:   | 合計時間:        | 4:18 |